# Mosjö
Mosjö is een plaats in de gemeente Örnsköldsvik in het landschap Ångermanland en de provincie Västernorrlands län in Zweden. De plaats heeft 75 inwoners (2005) en een oppervlakte van 28 hectare. De rivier de Nätraån loopt vlak langs de plaats.